# Mizuho, Tōkyō

Mizuho (瑞穂町 Mizuho-machi?) este un oraș în Japonia, în districtul Nishitama al zonei metropolitane Tōkyō.